# Wapen van Herkingen

Wapen van Herkingen

Het wapen van Herkingen werd op 24 december 1817 bij besluit van de Hoge Raad van Adel aan de gemeente Herkingen in gebruik bevestigd. Vanaf 1 januari 1966 tot 1 januari 2015 maakte Herkingen deel uit van de gemeente Dirksland. Het wapen van Herkingen is daardoor komen te vervallen. In het wapen van Dirksland is een rode krab uit het wapen van Herkingen overgenomen. Sinds 1 januari 2013 valt Herkingen onder de gemeente Goeree-Overflakkee. In het wapen van Goeree-Overflakkee zijn geen elementen uit het wapen van Herkingen overgenomen.

## Blazoenering
De blazoenering van het wapen luidde als volgt:
Van zilver, beladen en chef van twee en en pointe van een krabben en in het midden van een oester alles van sabel.
Niet vermeld is de looprichting van de krabben, evenmin wordt vermeld dat de oesters geopend is. De heraldische kleuren zilver (wit) en sabel (zwart).

## Geschiedenis
De voormalige heerlijkheid Herkingen voerde in het verleden een wapen met een rode krab op een gouden veld. Van Alkemade noemt echter in 1729 al als heerlijkheidswapen een schild van azuur, beladen met drie krabben en een oester, alles van zilver. Bakker (1798) beschrijft het wapen als blauw met drie rode krabben, de gele oester wordt abusievelijk omschreven als twee kazen.
De figuren zouden volgens Sierksma duiden op de voor de kust voorkomende oesterbanken en krabben.

## Verwant wapen

Het wapen van Dirksland (1966)

Ter Aar
· Aarlanderveen
· Abbenbroek
· Abtsregt
· Alkemade
· Alphen
· Ameide
· Ammerstol
· Arkel
· Asperen
· Benthuizen
· Bergambacht
· Bergschenhoek
· Berkel en Rodenrijs
· Berkenwoude
· Bernisse
· Biert
· Binnenmaas
· Bleiswijk
· Bleskensgraaf
· Bleskensgraaf en Hofwegen
· Bodegraven
· Boskoop
· Brandwijk
· Brielle
· Broek, Thuil en 't Weegje
· Charlois
· Cillaarshoek
· Cromstrijen
· De Lier
· De Mijl
· Delfshaven
· Den Bommel
· Dirksland
· Driebruggen
· Dubbeldam
· Everdingen
· Geervliet
· Giessen-Nieuwkerk
· Giessenburg
· Giessendam
· Giessenlanden
· Goedereede
· Gouderak
· Goudriaan
· Goudswaard
· Graafstroom
· 's-Gravendeel
· 's-Gravenzande
· Groot-Ammers
· Groote Lindt
· Haastrecht
· Hagestein
· Hardinxveld
· Hazerswoude
· Heenvliet
· Heer Oudelands Ambacht
· Heerjansdam
· Hei- en Boeicop
· Heinenoord
· Hekelingen
· Hekendorp
· Herkingen
· Hillegersberg
· Hellevoetsluis
· Hodenpijl
· Hoek van Holland
· Hof van Delft
· Hoogblokland
· Hoornaar
· IJsselmonde
· Jacobswoude
· Kamerik
· Katendrecht
· Kedichem
· Kethel en Spaland
· Kijfhoek
· Klaaswaal
· Kleine Lindt
· Korendijk
· Koudekerk aan den Rijn
· Kralingen
· Krimpen aan de Lek
· Lange Ruige Weide
· Langerak
· Leerbroek
· Leerdam
· Leidschendam
· Leimuiden
· Lekkerkerk
· Lexmond
· Liemeer
· Loosduinen
· Liesveld
· Maasdam
· Maasland
· Meerkerk
· Melissant
· Middelharnis
· Mijnsheerenland
· Moerkapelle
· Molenaarsgraaf
· Molenwaard
· Monster
· Moordrecht
· Naaldwijk
· Nederlek
· Niemandsvriend
· Nieuw-Beijerland
· Nieuw-Helvoet
· Nieuw-Lekkerland
· Nieuwe-Tonge
· Nieuwenhoorn
· Nieuwerkerk aan den IJssel
· Nieuwland
· Nieuwpoort
· Nieuwveen
· Noordeloos
· Noordwijkerhout
· Nootdorp
· Numansdorp
· Onwaard
· Ooltgensplaat
· Oostflakkee
· Oostvoorne
· Ottoland
· Oud-Alblas
· Oud-Beijerland
· Ouddorp
· Oude-Tonge
· Oudenhoorn
· Ouderkerk
· Ouderkerk aan den IJssel
· Oudewater
· Oudshoorn
· Overschie
· Papekop
· Pernis
· Peursum
· Piershil
· Pijnacker
· Poortugaal
· Puttershoek
· Reeuwijk
· Rhoon
· Rijnsaterwoude
· Rijnsburg
· Rijnwoude
· Rijsoord
· Rockanje
· Roxenisse
· Rozenburg
· Sandelingen-Ambacht
· Sassenheim
· Schelluinen
· Schiebroek
· Schipluiden
· Schoonhoven
· Schoonrewoerd
· Schuddebeurs en Simonshaven
· Sint Anthoniepolder
· Sint Maartensregt
· Sluipwijk
· Sommelsdijk
· Spijkenisse
· Stad aan 't Haringvliet
· Stellendam
· Stolwijk
· Stompwijk
· Stormpolder
· Streefkerk
· Strevelshoek
· Strijen
· Ter Aar
· Tienhoven
· Valkenburg
· Veur
· Vianen
· Vierpolders
· Vlaardingerambacht
· Vliet
· Vlist
· Voorburg
· Voorhout
· Vrijenban
· Waarder
· Warmond
· Wateringen
· Westmaas
· Westvoorne
· Wieldrecht
· Wijngaarden
· Woerden
· Woubrugge
· 't Woudt
· Zederik
· Zegwaart
· Zevenhoven
· Zevenhuizen
· Zevenhuizen-Moerkapelle
· Zouteveen
· Zuid-Beijerland
· Zuidbroek
· Zuidland
· Zwammerdam
· Zwartewaal

Heerlijkheidswapens:
ter Aa
· Albrandswaard
· Biesland
· Cromstrijen
· Duivenvoorde
· 's-Gravenambacht
· Hoog- en Wout-Harnas
· Langerak bezuiden de Lek
· Lek en Stormpolder
· Nederslingeland
· West-Nieuwland
· Oosterwijk
· Spieringshoek
· Vliet
· Voshol
· Vrijenban
· Vrijenhoeve
· Wieldrecht